# TT53
TT53 (Theban Tomb 53) è la sigla che identifica una delle Tombe dei Nobili ubicate nell’area della cosiddetta Necropoli Tebana, sulla sponda occidentale del Nilo dinanzi alla città di Luxor, in Egitto. Destinata a sepolture di nobili e funzionari connessi alle case regnanti, specie del Nuovo Regno, l'area venne sfruttata, come necropoli, fin dall'Antico Regno e, successivamente, sino al periodo Saitico (con la XXVI dinastia) e Tolemaico.

## Titolare
TT53 Era la tomba di:
| Titolare  | Titolo                 | Necropoli           | Dinastia/Periodo              | Note                                    |
| --------- | ---------------------- | ------------------- | ----------------------------- | --------------------------------------- |
| Amenemhat | Amministratore di Amon | Sheikh Abd el-Qurna | XVIII dinastia (Thutmosi III) | nella piana, a poca distanza dalla TT55 |

## Biografia
Amenemhat fu amministratore e rappresentante di Amon, Yotefniifer, a sua volta Rappresentante del Dio, fu suo padre e Tetiemniiter sua madre. Sebknakht fu sua moglie

## La tomba
Planimetricamente TT53 è strutturata secondo lo schema a "T" capovolta tipica delle sepolture del periodo. Un corridoio, sulle cui pareti (1 in planimetria) è riportato un inno a Ra ed è rappresentato il defunto seduto, immette in una sala trasversale, sulle pareti: su quattro registri (2), scene di banchetto con una fanciulla in offertorio al defunto, la moglie (sotto la cui sedia si nasconde una scimmia) e una figlia; musicisti, tra cui una flautista e un'arpista, allietano il convivio mentre un'acrobata si esibisce ed un uomo vomita. In una stele sul lato corto della sala (3) i resti di un lungo testo e di lato, su cinque registri sovrapposti, due preti che offrono libagioni. Poco oltre (4) due uomini in offertorio al defunto e scene agricole tra cui la vagliatura del grano, il trasporto del lino e l'abbattimento di alberi. In altra scena (7), su quattro registri, il defunto con la famiglia partecipa a una battuta di pesca e di caccia e, seduto, riceve prodotti dalle terre del Delta nilotico. Sul lato corto una stele (6) con un lungo testo e, alla sommità, il defunto con un figlio trasportano una statuetta femminile e offrono fiori a una statua di Ahmose-Henutemipet  e di sua madre, la regina Ahmose-Inhapi (DB320); poco oltre (5) il defunto, in piedi, coadiuvato da un assistente partecipa, con i cani, ad una battuta di caccia al bue selvatico e agli struzzi nel deserto mentre, poco oltre, fiocina un ippopotamo. Nella scena successiva il defunto e sua moglie ricevono in dono giochi e animali tra cui struzzi e iene.
Tramite un breve corridoio, sulle cui pareti il defunto è rappresentato in atto di offrire libagioni al dio Anubi, si accede ad una sala più interna. Sulle pareti: (9) donne che pesano e macinano il grano, (10) uomini che versano il vino in giare e preparano la birra. Poco oltre (11-12) su quattro registri scene della processione funeraria, con il traino del sarcofago e il trasporto delle suppellettili funebri, e del pellegrinaggio ad Abido con la moglie. È inoltre rappresentata la Cerimonia di apertura della boccae riti sulla mummia in presenza di due macellai, per i sacrifici, e due preti che trasportano una statuetta. I resti di scene rappresentano due donne in adorazione e un fratello, militare carrista, del defunto. Una fila di ospiti, che prosegue in altre scene (14) vede il defunto, la moglie e i genitori oggetto di offertorio da parte di un uomo. Una falsa porta (15), sul fondo della sala, contiene una nicchia in cui sono rappresentati quattro uomini e quattro donne, seduti a terra, che si scambiano offerte e doni

### Annotazioni
1. ↑  La numerazione dei locali e delle pareti segue quella di Porter e Moss 1927, p. 90.
2. ↑  La prima numerazione delle tombe, dalla numero 1 alla 253, risale al 1913 con l’edizione del "Topographical Catalogue of the Private Tombs of Thebes" di Alan Gardiner e Arthur Weigall. Le tombe erano numerate in ordine di scoperta e non geografico; ugualmente in ordine cronologico di scoperta sono le tombe dalla 253 in poi.
3. ↑  I campi della Duat, ovvero l'aldilà egizio, si trovavano, secondo le credenze, proprio sulla riva occidentale del grande fiume.
4. ↑  Nella sua epoca di utilizzo, l'area era nota come "Quella di fronte al suo Signore" (con riferimento alla riva orientale, dove si trovavano le strutture dei Palazzi di residenza dei re e i templi dei principali dei) o, più semplicemente, "Occidente di Tebe".
5. ↑  le Tombe dei Nobili, benché raggruppate in un'unica area, sono di fatto distribuite su più necropoli distinte.
6. ↑  Le note, sovente di inquadramento topografico della tomba, sono tratte dal "Topographical Catalogue" di Gardiner e Weigall, ed. 1913 e fanno perciò riferimento alla situazione dell'epoca.

### Fonti
1. ↑  Gardiner e Weigall 1913.
2. ↑  Donadoni 1999,  p. 115.
3. ↑  Gardiner e Weigall 1913, pp. 20-21.
4. ↑  Porter e Moss 1927,  p. 102.
5. ↑  Porter e Moss 1927,  pp. 102-104.